# Liste der Biografien/Mud
Liste der Biografien |
Portal Biografien |
Personensuche
# |
A |
B |
C |
D |
E |
F |
G |
H |
I |
J |
K |
L |
M |
N |
O |
P |
Q |
R |
S |
T |
U |
V |
W |
X |
Y |
Z |
?
 
Ma |
Mb |
Mc |
Md |
Me |
Mf |
Mg |
Mh |
Mi |
Mj |
Mk |
Ml |
Mm |
Mn |
Mo |
Mp |
Mq |
Mr |
Ms |
Mt |
Mu |
Mv |
Mw |
Mx |
My |
Mz
 
Mua |
Mub |
Muc |
Mud |
Mue |
Muf |
Mug |
Muh |
Mui |
Muj |
Muk |
Mul |
Mum |
Mun |
Muo |
Mup |
Muq |
Mur |
Mus |
Mut |
Muu |
Muv |
Muw |
Mux |
Muy |
Muz
Die Liste der Biografien führt alle Personen auf, die in der deutschsprachigen Wikipedia einen Artikel haben. Dieses ist eine Teilliste mit 88 Einträgen von Personen, deren Namen mit den Buchstaben „Mud“ beginnt.

## Mud

### Muda
- Mudacumura, Sylvestre (1954–2019), ruandischer Kommandeur
- Mudallali, Amal, libanesische Diplomatin und Journalistin
- Mudarra, Alonso († 1580), spanischer Vihuelist und Komponist der Renaissance
- Mudartha, Baptist (1911–2007), indischer Geistlicher, Bischof von Allahabad
- Mudavadi, Moses (1923–1989), kenianischer Politiker, Generalsekretär der Staatspartei KANU
- Mudavadi, Musalia (* 1960), kenianischer Politiker, Vizepräsident von Kenia

### Mudd
- Mudd, Howard (1942–2020), US-amerikanischer American-Football-Spieler und -Trainer
- Mudd, Roger (1928–2021), US-amerikanischer Journalist
- Mudd, Samantha, Schauspielerin
- Mudd, Samuel (1833–1883), US-amerikanischer ArztSamuel Mudd (1833–1883)

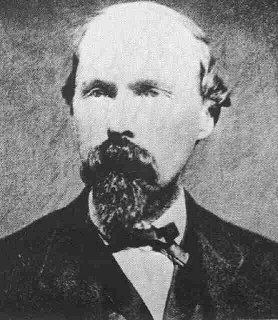
Samuel Mudd (1833–1883)

- Mudd, Sydney Emanuel (1858–1911), US-amerikanischer Politiker
- Mudd, Sydney Emanuel (1885–1924), US-amerikanischer Politiker
- Mudd, Victoria (* 1946), US-amerikanische Dokumentarfilmerin
- Muddathir Abdel-Rahim Al-Tayib (* 1932), sudanesischer Hochschullehrer, Professor für Politikwissenschaft und Islamwissenschaft am International Institute of Islamic Thought and Civilization
- Mudde, Cas (* 1967), niederländischer Politikwissenschaftler, Rechtsextremismus- und Populismusforscher
- Mudde, Tim (* 1965), niederländischer Rechtsextremist
- Muddemann, Karl-Heinz (* 1950), deutscher Radrennfahrer
- Muddy Waters (1913–1983), US-amerikanischer BluesmusikerMuddy Waters (1913–1983)

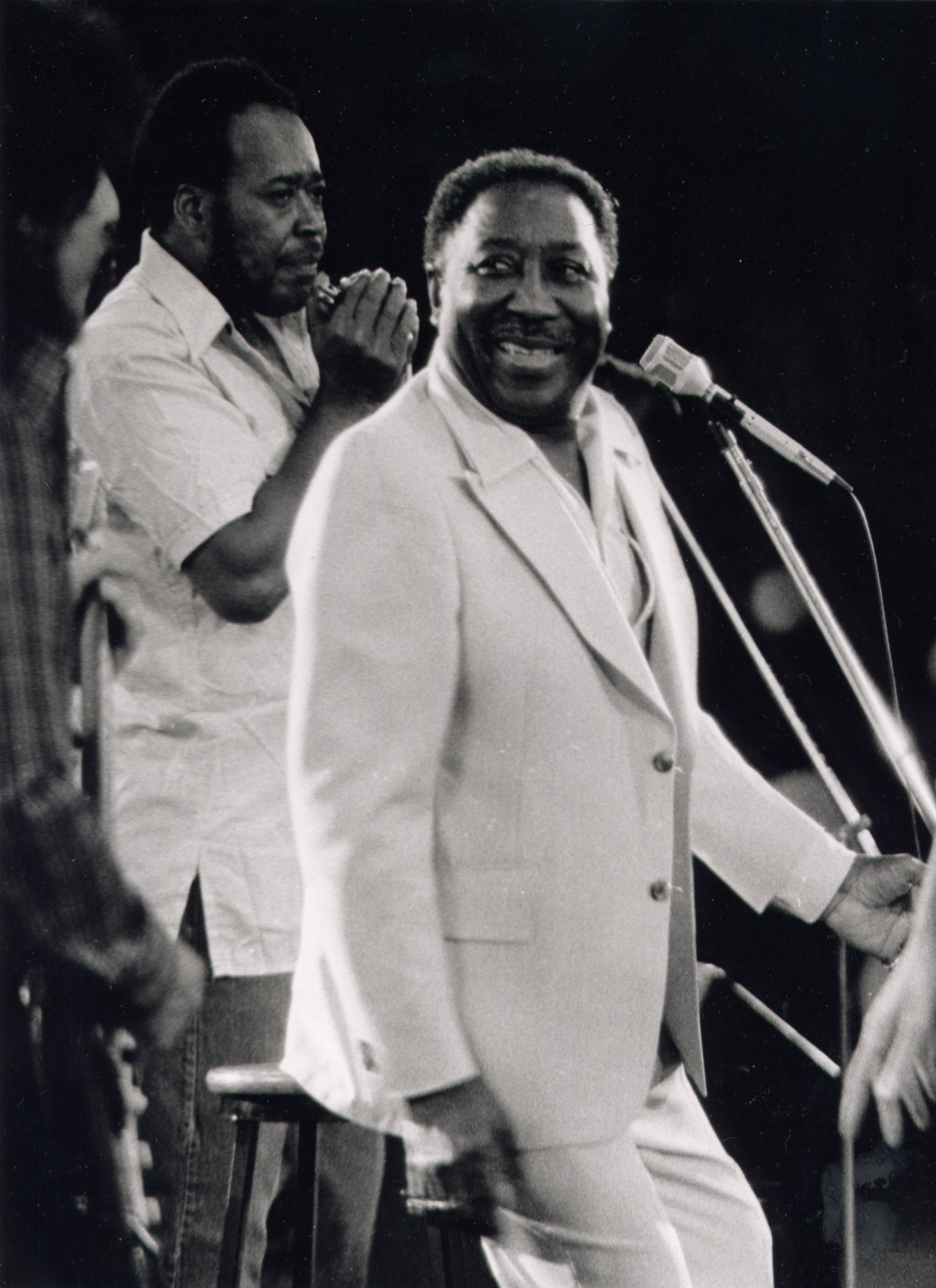
Muddy Waters (1913–1983)

### Mude
- Mudele, Joe (1920–2014), britischer Jazz- und Studiomusiker
- Mudelsee, Manfred (* 1962), deutscher Klimaforscher
- Mudenda, Elijah (1927–2008), sambischer Politiker
- Mudenge, Stan (1941–2012), simbabwischer Politiker
- Muders, Friedel (* 1953), deutscher Grafiker, Musik- und E-Book-Verleger
- Mudersbach, Daniel von († 1477), deutscher Adliger aus dem Geschlecht der Mudersbacher
- Mudersbach, Klaus (1943–2010), deutscher Sprachwissenschaftler und Hochschullehrer

### Mudf
- Mudford, William (1782–1848), britischer Essayist und Journalist

### Mudg
- Mudge, Angela (* 1970), schottische Berg- und Crossläuferin
- Mudge, Benjamin Franklin (1817–1879), US-amerikanischer Anwalt, Geologe, Paläontologe und Lehrer
- Mudge, Dirk (1928–2020), namibischer Politiker
- Mudge, Henk (* 1952), namibischer Politiker der Republican Party
- Mudge, John (1721–1793), englischer Arzt und Amateurastronom in Plymouth
- Mudge, Richard (1718–1763), englischer Komponist der Frühklassik
- Mudge, Thomas (1715–1794), englischer Uhrmachermeister und der Erfinder der Ankerhemmung
- Mudge, Trevor (* 1947), britisch-US-amerikanischer Computeringenieur
- Mudge, Verne D. (1898–1957), US-amerikanischer Offizier, Generalleutnant der US-Army
- Mudgway, Luke (* 1996), neuseeländischer Radrennfahrer

### Mudi
- Mudi (* 1992), deutscher Rapper
- Mudiay, Emmanuel (* 1996), kongolesischer Basketballspieler
- Mudie, Charles Edward (1818–1890), britischer Buchhändler und Gründer von Mudie’s Select Library
- Mudie, Harold Bolingbroke (1880–1916), britischer Börsenhändler und Esperantist
- Mudie, Jackie (1930–1992), schottischer Fußballspieler und -trainer
- Mudie, Leonard (1883–1965), britischer Schauspieler
- Mudimbe, Valentin-Yves (1941–2025), kongolesischer Anthropologe, Schriftsteller und Literaturwissenschaftler
- Mudimbi (* 1986), italienischer Sänger und Rapper
- Mudimu, Refiloe Johannes (* 1954), südafrikanischer Antiapartheidskämpfer und Vizeadmiral in Ruhestand
- Mudin, Imre (1887–1918), ungarischer Leichtathlet
- Mudin, István (1881–1918), ungarischer Leichtathlet
- Mudingayi, Gaby (* 1981), belgisch-kongolesischer Fußballspieler
- Mudiso Mundla, Gaspard (* 1940), kongolesischer Ordensgeistlicher, emeritierter römisch-katholischer Bischof von Kenge
- Mudiyahki, Muhammad al- (* 1974), katarischer Schachspieler

### Mudl
- Mudlum (* 1966), estnische Schriftstellerin und Kritikerin

### Mudo
- Mudongo, Langa (* 1955), botswanischer Mittelstreckenläufer

### Mudr
- Mudra, Bernd (1956–2024), deutscher Fußballspieler
- Mudra, Bruno von (1851–1931), preußischer General der InfanterieBruno von Mudra (1851–1931)

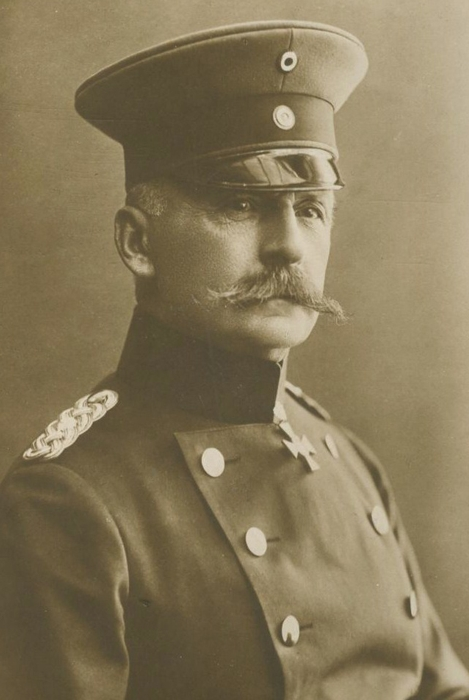
Bruno von Mudra (1851–1931)

- Mudra, Christiane (* 1978), deutsche Regisseurin, Autorin, Journalistin und Schauspielerin
- Múdra, Hilda (1926–2021), tschechoslowakische Eiskunstlauf-Trainerin
- Mudra, Peter (* 1961), deutscher Pädagoge, Betriebswirt, Hochschullehrer, Präsident der Hochschule Ludwigshafen/Rhein
- Mudrack, Gerhard (1925–2006), deutscher Leiter der Staatlichen Luftfahrtinspektion der DDR und Hochschullehrer
- Mudrak, Edmund (1894–1965), österreichischer Volkskundler
- Mudranow, Beslan Saudinowitsch (* 1986), russischer Judoka
- Mudražija, Robert (* 1997), kroatischer Fußballspieler
- Mudrian, Albert (* 1975), US-amerikanischer Journalist und Autor
- Mudrich, Christoph (1960–2019), deutscher Jazzmusiker (Piano, Komposition) und Bigbandleader
- Mudrich, Eva Maria (1927–2006), deutsche Schriftstellerin
- Mudrik, Eduard Nikolajewitsch (1939–2017), sowjetischer Fußballspieler
- Mudrinski, Ognjen (* 1991), serbischer Fußballspieler
- Mudrizkaja, Tatjana (* 1985), kasachische Volleyball-Nationalspielerin
- Mudroch, Petr (* 1978), tschechischer Eishockeyspieler
- Mudrooroo (1938–2019), australischer Schriftsteller
- Mudrow, Sergei Alexejewitsch (* 1990), russischer Hochspringer
- Mudrow, Volker (* 1969), deutscher Handballspieler und -trainer
- Mudrow-Reichenow, Elisabeth (1908–1957), deutsche Biologin
- Mudry, Auguste (1913–1973), französischer Politiker (PCF), Mitglied der Nationalversammlung
- Mudry, Oscar (1925–2016), Schweizer Eishockeyspieler
- Mudry, Philippe (* 1939), Schweizer Klassischer Philologe
- Mudry, Sofron Stefan (1923–2014), ukrainischer Ordensgeistlicher, Bischof der Ukrainischen Griechisch-Katholischen Kirche in der Ukraine
- Mudryj, Wassyl (1893–1966), ukrainischer Journalist, Politiker und politischer Aktivist
- Mudryk, Mychajlo (* 2001), ukrainischer FußballspielerMychajlo Mudryk (* 2001)

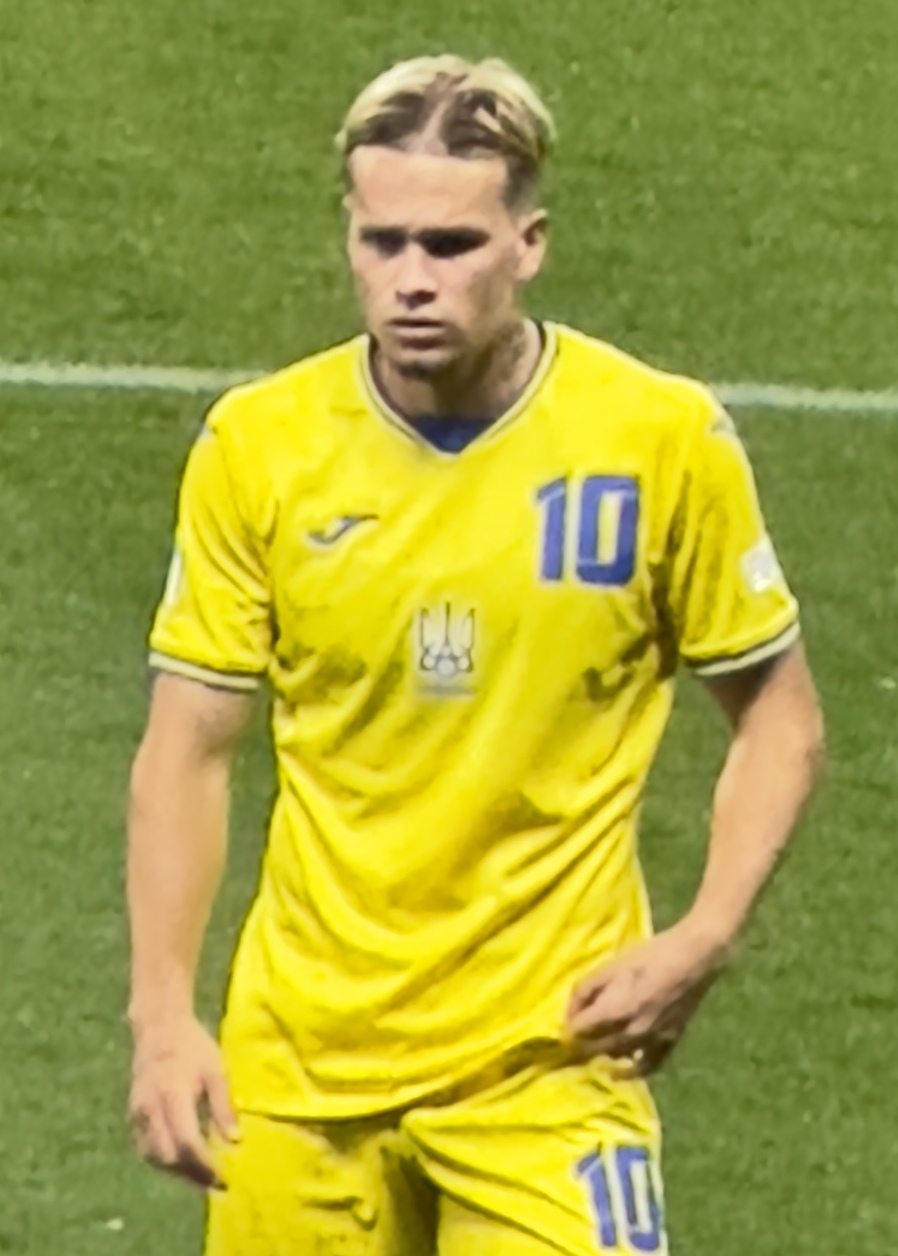
Mychajlo Mudryk (* 2001)

### Muds
- Mudschadala, Ghalib (* 1953), israelischer Geschäftsmann und Politiker (Awoda)
- Mudschāhid ibn Dschabr († 722), mekkanischer Koranexeget
- Mudschahid, Zabiullah, Sprecher des Islamischen Emirats Afghanistan
- Mudscharidse, Giorgi (* 1998), georgischer Kugelstoßer
- Mudschawwar, Ali Mohammed (* 1953), jemenitischer Politiker
- Mudschir ad-Din (1456–1522), arabischer Richter und Historiker
- Mudschir ad-Din Abaq († 1169), Emir von Damaskus
- Mudschiri, Dawit (* 1978), georgischer Fußballspieler

### Mudu
- Mudu, Pierpaolo, italienischer Statistiker und Geograph
- Mudukasan, Sutheaswari, malaysische Badmintonspielerin